# پتریکس لاوکس
پتریکس لاوکس (لتونیایی: Pēteris Lauks; ۱۰ فوریهٔ ۱۹۰۲ – ۱۵ مارس ۱۹۸۴) بازیکن فوتبال اهل لتونی بود.
وی همچنین در تیم ملی فوتبال لتونی بازی کرده‌است.